# 美味新關係
《美味新關係》（英語：Young & Hungry）是一部由大衛·霍爾登開創的美國情境喜劇，並由演出迪士尼《小查與寇弟的頂級生活》、《歌舞青春》系列成名的艾希莉·緹絲黛爾擔任執行製作。本劇由迪士尼熱門影集《孟漢娜》的艾蜜莉·奧斯蒙與喬納森·史當思齊擔綱出演，並於2014年6月25日在ABC Family黃金時段播出。
2018年3月15日，Freeform證實第5季為本劇最終季，但預計開發2小時電影版來為劇集作結。

## 故事大綱
本劇講述一名科技新貴喬許（喬納森·史當思齊 飾演）雇用了一名好勝心強的年輕美食部落客佳碧（艾蜜莉·奧斯蒙 飾演）為其新任私人主廚。同時，佳碧必須向喬許及其個性刻薄的個人助理艾利特（瑞斯·李 飾演）證明自己的廚藝。本故事是改編自住於舊金山的一位美食部落客佳碧·莫斯科沃的故事。

## 演員陣容
| 演員              | 角色              | 登場季數 | 登場季數 | 登場季數 | 登場季數 | 登場季數 |
| 演員              | 角色              | 1        | 2        | 3        | 4        | 5        |
| ----------------- | ----------------- | -------- | -------- | -------- | -------- | -------- |
| 艾蜜莉·奧斯蒙     | 佳碧·戴蒙         | 主演     | 主演     | 主演     | 主演     | 主演     |
| 喬納森·史當思齊   | 喬許·卡明斯基     | 主演     | 主演     | 主演     | 主演     | 主演     |
| 艾梅·卡莉羅       | 蘇菲雅·羅德里格茲 | 主演     | 主演     | 主演     | 主演     | 主演     |
| 姬姆·維特利       | 優蘭達            | 主演     | 主演     | 主演     | 主演     | 主演     |
| 瑞斯·李           | 艾利特·朴         | 主演     | 主演     | 主演     | 主演     | 主演     |
| 梅蘿芮·珍森       | 凱羅蘭·亨廷頓     | 常設     |          |          |          |          |
| 傑西·麥卡尼       | 庫柏·芬利         | 常設     | 常設     |          |          |          |
| 凱莉·米洛         | 香娜·史蒂芬斯     |          | 常設     |          |          |          |
| 賽德里克·耶爾布羅 | 寇曼              |          | 常設     |          |          |          |
| 布萊恩·賽菲       | 艾倫              |          | 常設     | 常設     | 常設     | 客串     |
| 傑森·布萊爾       | 傑克·卡明斯基     |          | 常設     | 常設     |          |          |
| 布莉安娜·連恩     | 潔西卡·朗德斯     |          |          | 常設     | 客串     |          |
| 泰勒·里特         | 亞當·佛利         |          |          |          | 常設     |          |
| 凱倫·寇爾曼       | 亞曼達            |          |          |          | 常設     |          |
| 雷吉·迪·里昂      | 丹尼              |          |          |          | 常設     |          |
| 黛咪·米爾斯       | 凱莎              |          |          |          | 常設     |          |
| 貝蒂·懷特         | 柏妮絲·威爾森     |          |          |          |          | 常設     |
| 安迪·巴克利       | 麥特·戴農         |          |          |          |          | 常設     |
| 艾希莉·緹絲黛爾   | 蘿瑾·洛林斯       | 客串     | 客串     |          | 客串     |          |
| 麥可·佛塔吉歐     | 麥可·佛塔吉歐     | 客串     |          |          |          | 客串     |
| 喬爾·布魯克斯     | 班·薛皮洛         |          | 客串     |          |          | 客串     |

### 主要人物
| 演員            | 角色              | 介紹 | 登場 季數 | 登場 集數 |
| 艾蜜莉·奧斯蒙   | 佳碧·戴蒙         | 年輕美食部落客，喜歡烹飪，她總是能精準地猜測出每個人對於美食的喜好，也因為如此，而成為了喬許的私人廚師。 | 1-5       | 61        |
| 喬納森·史當思齊 | 喬許·卡明斯基     | 全名：喬許亞·山德·卡明斯基（Joshua Xander Kaminski），身價百萬的科技新貴，正在尋找適合的私人主廚人選。當他雇用佳碧後，對佳碧產生好感。                                                                                                   | 1-5       | 60        |
| 艾梅·卡莉羅     | 蘇菲雅·羅德里格茲 | 全名：蘇菲雅·瑪麗亞·康蘇拉·洛法雅拉·羅德里格茲（Sofia Maria Consuela Rafaella Rodriguez），佳碧的好朋友兼室友。是個非常強勢與有主見的女孩，總是會給佳碧正面的鼓勵。原本是個野心勃勃的銀行實習生，後於第2季被開除。                                        | 1-5       | 61        |
| 姬姆·維特利     | 優蘭達            | 喬許的非裔管家。是個腦中有什麼就直說與大嗓門個性的女子，有夢遊飲食的症狀。第2季成為佳碧與蘇菲雅的鄰居。 | 1-5       | 61        |
| 瑞斯·李         | 艾利特·朴         | 本名：朴正理（Park Jung-Yi），喬許的個人助理，韓國人，是個男同性戀者，非常喜歡喬許。比起經歷普通的佳碧，更偏好任用訓練有素、擁有許多獎牌的廚師。對佳碧非常嚴苛又刻薄，同時會盡自己所能讓老闆喬許開心。第二季第20集與艾倫結婚。 | 1-5       | 61        |

### 常設人物
| 演員              | 角色          | 介紹 | 登場 季數 | 登場 集數 |
| 布萊恩·賽菲       | 艾倫·羅文斯汀 | 艾利特的大學同學，喜歡艾利特，患有睡眠呼吸暫停症。第2季第9集向艾利特求婚、第10集訂婚、第20集結婚。                                           | 2-5       | 19        |
| 傑西·麥卡尼       | 庫柏·芬利     | 年輕的天才電腦駭客，佳碧的男友，兩人於第2季第9集分手。                                                                                       | 1-2       | 7         |
| 梅蘿芮·珍森       | 凱羅蘭·亨廷頓 | 全名：凱羅蘭·佩芮若菲·亨廷頓（Caroline Penelope Huntington），喬許的女友兼未婚妻，是個勢利的女子，比起喬許更關心錢。對佳碧感到不信任。後來與喬許彼此坦誠後，離開了喬許。 | 1         | 6         |
| 傑森·布萊爾       | 傑克·卡明斯基 | 喬許的弟弟，想成為廚師並成為佳碧的徒弟，後愛上佳碧。在與佳碧分手後與蘇菲雅發生關係進而交往，後因嚮往自由而分手。                             | 2-3       | 5         |
| 布莉安娜·連恩     | 潔西卡·朗德斯 | 心理醫師，喜歡喬許。 | 3-4       | 4         |
| 艾希莉·緹絲黛爾   | 蘿瑾·洛林斯   | 舊金山月刊的編輯，是為女同性戀者。 | 1-2, 4    | 3         |
| 麥可·佛塔吉歐     | 麥可·佛塔吉歐 | 《頂尖主廚大對決》冠軍，知名廚師。 | 1, 5      | 2         |
| 凱莉·米洛         | 香娜·史蒂芬斯 | ABC科技版記者，曾為喬許的女友。 | 2         | 2         |
| 賽德里克·耶爾布羅 | 寇曼          | 整形醫師，優蘭達花心的前夫。 | 2         | 2         |
| 喬爾·布魯克斯     | 班·薛皮洛     | 拉比，和優蘭達發展情愫。 | 2, 5      | 2         |
| 泰勒·里特         | 亞當·佛利     | 與佳碧在飛機上相遇的男子，並遭到未婚妻亞曼達的拋棄，後愛上佳碧。                                                                             | 4         | 2         |
| 凱倫·寇爾曼       | 亞曼達        | 亞當的未婚妻。 | 4         | 2         |
| 黛咪·米爾斯       | 凱莎          | 一名非裔少女，為艾利特與艾倫的養女。 | 4         | 2         |
| 雷吉·迪·里昂      | 丹尼          | 夏威夷飯店經理。 | 4         | 2         |
| 貝蒂·懷特         | 柏妮絲·威爾森 | 佳碧與蘇菲雅的樓下鄰居。 | 5         | 2         |
| 安迪·巴克利       | 麥特·戴農     | 喬許關係疏遠的父親。 | 5         | 2         |

## 集數概況
| 季數 | 集数 | 集数 | 首播日期      | 首播日期       | 首播日期   |
| 季數 | 集数 | 集数 | 首映          | 季终           | 电视网     |
| ---- | ---- | ---- | ------------- | -------------- | ---------- |
| 1    | 10   | 10   | 2014年6月25日 | 2014年8月27日  | ABC Family |
| 2    | 21   | 21   | 2015年3月25日 | 2015年11月24日 | ABC Family |
| 3    | 10   | 10   | 2016年2月3日  | 2016年4月6日   | Freeform   |
| 4    | 10   | 10   | 2016年6月1日  | 2016年8月3日   | Freeform   |
| 5    | 20   | 20   | 2017年3月13日 | 待定           | Freeform   |

## 收視
| 季數 | 播出時間（ET） | 集數 | 首映          | 首映         | 首映          | 季終           | 季終         | 季終          | 18–49歲 收視 平均 | 平均 收視人数 （百萬） |
| 季數 | 播出時間（ET） | 集數 | 日期          | 18–49歲 收視 | 收視 （百萬） | 日期           | 18–49歲 收視 | 收視 （百萬） | 18–49歲 收視 平均 | 平均 收視人数 （百萬） |
| ---- | -------------- | ---- | ------------- | ------------ | ------------- | -------------- | ------------ | ------------- | ----------------- | ---------------------- |
| 1    | 星期三 晚間8點 | 10   | 2014年6月25日 | 0.50         | 1.088         | 2014年8月27日  | 0.48         | 1.022         | 0.40              | 0.898                  |
| 2    | 星期三 晚間8點 | 21   | 2015年3月25日 | 0.36         | 0.767         | 2015年11月24日 | 0.27         | 0.550         | 0.35              | 0.708                  |
| 3    | 星期三 晚間8點 | 10   | 2016年2月3日  | 0.30         | 0.648         | 2016年4月6日   | 0.27         | 0.538         | 0.26              | 0.537                  |
| 4    | 星期三 晚間8點 | 10   | 2016年6月1日  | 0.25         | 0.534         | 2016年8月3日   | 0.26         | 0.529         | 0.27              | 0.550                  |
| 5    | 星期一 晚間8點 | 20   | 2017年3月13日 | 0.23         | 0.485         | 2018年         | 待定         | 待定          | 待定              | 待定                   |

## 開發與製作
2013年8月23日，ABC Family預訂了試播集。試播集由大衛·霍爾登撰寫並由安迪·卡德福擔任導演。艾希莉·緹絲黛爾、艾瑞克·泰南貝姆、金姆·泰南貝姆及潔西卡·洛德斯擔任執行製作。
2014年4月21日試播集正式開拍。2014年1月6日，ABC Family安排本劇在2014年6月25日於黃金時段播出，隨後播出《神祕女郎》。
2014年9月29日，ABC Family宣布續訂第2季。2015年8月19日，ABC Family宣布續訂第3季。2016年2月20日，艾蜜莉·奧斯蒙於Twitter上表示將會有第4季。2016年3月7日，Freeform正式宣布續訂第4季。2016年10月24日，艾蜜莉·奧斯蒙搶先於個人Twitter上宣布第5季將正式開拍，Freeform隨後於10月27日正式宣布續訂第5季。2017年1月25日，Freeform宣布追加第5季10集集數至20集。

### 選角
2013年9月開始公布演員名單，首先公布艾蜜莉·奧斯蒙將演出女主角佳碧·戴蒙，此角是個對於烹飪並沒有天賦的部落客，但她卻有能夠猜測出人們心中所求的美食的能力。艾梅·卡莉羅為第二個公布將參演本劇的演員，她飾演的蘇菲雅·羅德里格茲，是女主角佳碧的好友，同時是個野心勃勃的銀行實習生。不久後， 喬納森·史當思齊與瑞斯·李確定演出本劇，史當思齊飾演男主角喬許·嘉明斯基，是位科技新貴；而李則將飾演其私人助理艾利特·朴。姬姆·維特利則是最後一個被確定出演的演員，她將飾演喬許的管家優蘭達。
2015年2月2日，MTV宣布澳洲歌手凱莉·米洛將客串本劇第2季，並飾演喬許的新戀情對象。2016年4月4日，同樣出身自迪士尼、與艾蜜莉·奧斯蒙曾共同演出電視電影《女兒的噩夢》的格雷格·索金在Twitter上公布自己加入了本劇劇組。2016年11月10日，宣布《辦公室》安迪·巴克利將加入第5季，並飾演喬許疏遠的父親麥特。2016年12月6日，宣布貝蒂·懷特將客串第5季，飾演佳碧的鄰居威爾森太太。

## 衍生劇
2016年4月7日，Freeform宣布預計開發由艾希莉·緹絲黛爾主演並製作的衍生劇。2016年5月23日，公布衍生劇定名為《閨蜜新關係》（Young & Sofia），並將以艾梅·卡莉羅於本劇飾演的蘇菲雅·羅德里格茲為故事中心，講述其成為了艾希莉·緹絲黛爾所飾演的蘿瑾·洛林斯之下屬，《美少女的謊言》斯蒂夫·泰利將飾演性感陽剛的記者肯德瑞克，而曾與艾希莉·緹絲黛爾在《友情理髮店》合作過的瑞恩·平克斯頓則將飾演里歐，另外，該劇將會在本劇的第4季第8集做後門試映。2017年1月11日，Freeform正式宣布將不會預訂衍生系列。

## 評價
《美味新關係》獲得好壞參半的評價。於爛番茄整合的評論中，第一季獲得43%新鮮度、4.86/10分（7位評論家）。在Metacritic整合的評論中，第一季獲得48分（滿分100分；5位評論家），屬好壞參半的評價。

## 獎項及提名
| 年度 | 大獎         | 獎項                           | 入圍者                         | 結果 |
| ---- | ------------ | ------------------------------ | ------------------------------ | ---- |
| 2014 | 青少年選擇獎 | 夏季選擇獎：影集               | 夏季選擇獎：影集               | 提名 |
| 2014 | 青少年選擇獎 | 夏季選擇獎：電視女演員         | 艾蜜莉·奧斯蒙                  | 提名 |
| 2015 | 人民選擇獎   | 最喜愛有線電視台喜劇           | 最喜愛有線電視台喜劇           | 提名 |
| 2015 | 青少年選擇獎 | 電視選擇獎：喜劇類影集         | 電視選擇獎：喜劇類影集         | 提名 |
| 2015 | 青少年選擇獎 | 電視選擇獎：喜劇類女演員       | 艾蜜莉·奧斯蒙                  | 提名 |
| 2015 | 青少年選擇獎 | 電視選擇獎：搶眼明星           | 艾希莉·緹絲戴爾                | 提名 |
| 2016 | 人民選擇獎   | 最喜愛有線電視台喜劇           | 最喜愛有線電視台喜劇           | 提名 |
| 2016 | 青少年選擇獎 | 夏季選擇獎：電視節目           | 夏季選擇獎：電視節目           | 提名 |
| 2016 | 青少年選擇獎 | 夏季選擇獎：電視女演員         | 艾蜜莉·奧斯蒙                  | 提名 |
| 2016 | 形象獎       | 最佳黃金時段電視節目獎－喜劇類 | 最佳黃金時段電視節目獎－喜劇類 | 提名 |
| 2017 | 青少年選擇獎 | 電視選擇獎：喜劇類             | 電視選擇獎：喜劇類             | 提名 |

## 海外播出
| Star World -                                       | Star World -                               | Star World - |
| -------------------------------------------------- | ------------------------------------------ | ------------ |
|                                                    | 美味新關係（第一季） （ - ）               |              |
| —                                                  | —                                          |              |
| Star World -                                       |                                            |              |
| —                                                  | 美味新關係（第二季） （ - ）               | —            |
| Star World -                                       |                                            |              |
| —                                                  | 美味新關係（第三季） （2016年6月20日 - ）  | —            |
| Star World（2017年9月） FOX Life（2017年10月起） - |                                            |              |
| —                                                  | 美味新關係（第四季） （2017年9月25日 - ）  | —            |
| FOX Life -                                         |                                            |              |
| —                                                  | 美味新關係（第五季） （2017年10月30日 - ） | —            |

| 臺灣Star World - | 臺灣Star World -                               | 臺灣Star World - |
| ---------------- | ---------------------------------------------- | ---------------- |
|                  | 花漾主廚在我家（第一季） （2015年11月6日 - ）  |                  |
| —                | —                                              |                  |
| 臺灣Star World - |                                                |                  |
| —                | 花漾主廚在我家（第二季） （2016年3月4日 - ）   | —                |
| 臺灣Star World - |                                                |                  |
| —                | 花漾主廚在我家（第三季） （2017年5月23日 - ）  | —                |
| 臺灣Star World - |                                                |                  |
| —                | 花漾主廚在我家（第四季） （2017年11月27日 - ） | —                |
| 臺灣Star World - |                                                |                  |
| —                | 花漾主廚在我家（第五季） （ - ）               | —                |

## 腳註
1. 1 2  Kondolojy, Amanda. . TV by the Numbers. 2014-03-10  [2014-03-10]. （原始内容存档于2014-10-11）.
2. 1 2  Andreeva, Nellie. . Deadline.com. 2014-01-06  [2014-01-07]. （原始内容存档于2014-06-25）.
3. ↑  Andy Swift. . TVLine（英语：TVLine）. 2018-03-15  [2018-03-15]. （原始内容存档于2021-01-25）.
4. ↑  . 富頓評論家. 2018-03-15  [2018-03-15].
5. ↑  . The Press Democrat. 2014-01-08  [2014-10-03]. （原始内容存档于2014-06-17）.
6. ↑  . TVbytheNumbers.   [2015-08-24]. （原始内容存档于2014-08-17）.
7. ↑  . TVbytheNumbers.   [2015-08-24]. （原始内容存档于2015-01-18）.
8. ↑  . TV Series Finale.   [2015-08-24]. （原始内容存档于2020-07-06）.
9. ↑  . showbuzzdaily.com.   [2015-08-24]. （原始内容存档于2015-03-28）.
10. ↑  Metcalf, Mitch. . Showbuzz Daily.   [2015-11-25]. （原始内容存档于2015-11-26）.
11. ↑  . TV Series Finale.   [2015-11-25].
12. ↑  . ShowBuzz Daily.   [2016-02-04]. （原始内容存档于2016-02-05）.
13. ↑  Metcalf, Mitch. . ShowBuzzDaily. 2016-04-07  [2016-04-28]. （原始内容存档于2016-04-08）.
14. ↑  . TV Series Finale.   [2016-04-07].
15. ↑  Metcalf, Mitch. . ShowBuzzDaily. 2016-06-02  [2016-06-02]. （原始内容存档于2016-06-05）.
16. ↑  Metcalf, Mitch. . ShowBuzzDaily. 2016-08-04  [2016-08-04]. （原始内容存档于2016-08-05）.
17. ↑  . TV Series Finale.   [2016-08-04].
18. ↑  Metcalf, Mitch. . ShowBuzzDaily. 2017-03-16  [2017-03-16]. （原始内容存档于2017-03-16）.
19. ↑  . The Futon Critic. 2013-08-23  [2014-01-07].
20. ↑  . Twitter.com. 2014-04-21  [2014-06-01]. （原始内容存档于2016-04-08）.
21. ↑  Iannucci, Rebecca. . 2014-09-29  [2014-09-30]. （原始内容存档于2021-01-18）.
22. ↑  Denise Petski. . Deadline.   [2015-08-19]. （原始内容存档于2020-08-03）.
23. ↑  . Twitter.   [2016-02-21]. （原始内容存档于2020-03-01）.
24. ↑  Denise Petski. . Deadline. 2016-03-07  [2016-03-07]. （原始内容存档于2020-10-28）.
25. ↑  . Twitter. 2016-10-24  [2016-10-24]. （原始内容存档于2020-03-01）.
26. ↑  Kate Stanhope. . 好萊塢報導. 2016-10-27  [2016-10-28]. （原始内容存档于2021-01-26）.
27. ↑  Petski, Denise. . Deadline. 2017-01-25  [2017-01-27]. （原始内容存档于2020-11-11）.
28. ↑  Bucksbaum, Sydney. . Zap2it.com. 2013-09-25  [2014-01-07]. （原始内容存档于2013-10-01）.
29. ↑  . The Futon Critic. 2013-10-18  [2014-01-07].
30. ↑  Andreeva, Nellie. . Deadline.com. 2013-10-22  [2014-01-07]. （原始内容存档于2014-04-14）.
31. ↑  Bell, Crystal. . 2015-02-02  [2015-02-02]. （原始内容存档于2015-04-21）.
32. ↑  格雷格·索金. . 2016-04-04  [2016-04-11]. （原始内容存档于2017-09-13）.
33. ↑  Rovenstine, Dalene. . 娛樂周刊. 2016-11-10  [2016-11-15]. （原始内容存档于2020-03-01）.
34. ↑  Petski, Denise. . Deadline. 2016-12-02  [2016-12-06]. （原始内容存档于2021-02-22）.
35. ↑  Nellie Andreeva. . Deadline. 2016-04-07  [2016-04-07]. （原始内容存档于2021-02-27）.
36. ↑  Nellie Andreeva. . Deadline. 2016-05-23  [2016-06-03]. （原始内容存档于2021-02-14）.
37. ↑  Nellie Andreeva. . Deadline. 2017-01-11  [2017-01-11]. （原始内容存档于2021-02-26）.
38. ↑  . 爛番茄.   [2015-09-19]. （原始内容存档于2016-04-26）.
39. ↑  . Metacritic.   [2015-09-19]. （原始内容存档于2020-11-06）.

## 外部連結
- 官方网站（英文）
- Disney－ABC Press官方網站（英文）
- 互联网电影数据库（IMDb）上《美味新關係》的资料（英文）
- Fandom上的更多相关：《美味新關係》（英文）